# Střemošice
Střemošice (en allemand : Stremoschitz) est une commune du district de Chrudim, dans la région de Pardubice, en Tchéquie. Sa population s'élevait à 168 habitants en 2022.

## Géographie
Střemošice se trouve à 4 km à l'ouest du centre de Luže, à 21 km à l'est-sud-est de Chrudim, à 27 km à l'est-sud-est de Pardubice et à 119 km à l'est-sud-est de Prague.
La commune est limitée par Luže au sud-ouest, à l'ouest et au nord, par Řepníky et Libecina à l'est, et par Leština au sud.

## Histoire
La première mention écrite de la localité date de 1559.

## Transports
Par la route, Střemošice se trouve à 4 km de Luže, à 24 km de Chrudim, à 32 km de Pardubice et à 142 km de Prague. 